# Мињеово зрно
Мињеово зрно (енгл. Minié ball), цилиндрично шупље зрно за пуњење пушака спредњача, које је уведено у употребу 1849. године.

## Историја
Клод Миње (фр. Claude-Étienne Minié, 13. фебруара 1804-14. октобра 1879), француски официр, конструисао је 1849. шупље цилиндрично пушчано зрно шиљастог врха, које се притиском барутних гасова на његов унутрашњи зид ужлебљивало у цев, такозвано Мињеово зрно. Мињеово зрно имало је попречне (водоравне) жлебове и лимени чеп у дну. Попречни жлебови омогућавали су боље заптивање цеви приликом набијања зрна шипком, док је лимени чеп омогућавао ширење зрна под утицајем барутних гасова и још боље заптивање цеви приликом опаљивања. Због малог губитка барутних гасова и доброг заптивања цеви ове пушке имале су велики домет (до 1.200 м) и прецизност за оно време.
Изолучене пушке пуњене зрном овог типа у Кримском рату (1853-1856) показале су велику предност над пушкама глатких цеви (мускетама) које су се пуниле куглом и имале домет од свега 200 м.